# Cyanodolius metallicus
Cyanodolius metallicus là một loài tò vò trong họ Ichneumonidae.